# Koniusza (województwo podkarpackie)
Koniusza (w latach 1977–1981 Zagórze) – wieś w Polsce położona w województwie podkarpackim, w powiecie przemyskim, w gminie Fredropol.
Administracyjnie wieś jest częścią sołectwa Gruszowa.
We wsi znajduje się drewniana cerkiew, zbudowana w 1901. Była to pierwsza cerkiew w tej wsi.
W II Rzeczypospolitej wieś w powiecie przemyskim w województwie lwowskim.
27 czerwca 1946 nacjonaliści ukraińscy z OUN-UPA zorganizowali tutaj zasadzkę, w której zginęło 26 żołnierzy z 28 Pułku Piechoty 9 Dywizji Piechoty.
W latach 1975–1998 miejscowość administracyjnie należała do województwa przemyskiego.

## Demografia
- 1785 – 65 grekokatolików, 9 rzymskich katolików, 6 żydów
- 1859 – 86 grekokatolików
- 1879 – 130 grekokatolików
- 1899 – 105 grekokatolików
- 1926 – 250 grekokatolików
- 1938 – 212 grekokatolików